# Gruzijski šahovski savez
Gruzijski šahovski savez (gru.: საქართველოს ჭადრაკის ფედერაცია), krovno tijelo športa šaha u Gruziji. Osnovan je 1877. godine i član je FIDE od 1992. godine. Sjedište je u Tbilisiju, ul. M. Kostave 37a. Član je nacionalnog olimpijskog odbora. Gruzija pripada europskoj zoni 1.5b. Predsjednik je Giorgi Giorgadze (ažurirano 22. listopada 2019.).

## Vanjske poveznice
- Službene stranice